# Alan Fletcher
Alan Fletcher (Nairobi, 27 settembre 1931 – Londra, 21 settembre 2006) è stato un designer inglese.

## Carriera
Alan Fletcher studia a   Londra alla Central School of Arts and Crafts e al Royal College of the Arts, nei primi anni '50. Inizia la propria straordinaria, per qualità e successo, storia professionale con il perfezionamento, negli Stati Uniti d'America, alla Yale University con Paul Rand e Josef Albers, e, nel 1958 presso la rivista Fortune con Leo Lionni. Visita a Los Angeles lo studio di Saul Bass, con cui collabora alcune settimane.

## Pentagram
Tornato in Inghilterra è fondatore della Fletcher/Forbes/Gill con Colin Forbes e Bob Gill nel 1962. Tra i clienti più noti di quegli anni Pirelli, Cunard, Penguin Books e Olivetti.
Bob Gill lasciò lo studio nel 1965 e venne sostituito da Theo Crosby; la nuova dizione sociale divenne Crosby/Fletcher/Forbes.  Si unirono poi due nuovi partner, e nel 1972 lo studio venne rinominato Pentagram, con Forbes, Crosby, Kenneth Grange e Mervyn Kurlansky; tra i clienti più importanti Lloyd's di Londra e Daimler Benz.
Tra i suoi lavori più noti si possono ricordare  il logo dell'agenzia di stampa Reuters e quello per il Victoria and Albert Museum' di Londra.
Lasciata Pentagram nel 1991, Flecher continuò a progettare con pochi collaboratori, tra cui la figlia Raffaella , nello studio ricavato al piano terreno della sua abitazione londinese, dedicandosi, diceva, "… alla grafica e al disegno", dopo i tanti anni passati ad occuparsi di budgets e di business.
Negli ultimi anni della sua carriera disegna un manifesto per il Cinquantesimo anniversario della Vespa Piaggio, progetta il logo e collabora alla creazione dell'immagine coordinata dell'allora nascente Università di Alghero, presso la quale è stato anche docente.
È stato presidente dell'AGI (Alliance Graphique Internationale) dal 1982 al 1985.
Nel 2006, pochi mesi dopo la sua morte, si inaugura al Design Museum di Londra la grande retrospettiva Alan Fletcher. Fifty Years of Graphic Work (and Play), che lo stesso Fletcher aveva curato e allestito prima della fine.

## Opere
- Beware Wet Paint, 1996
- The Art of Looking Sideways, Phaidon Press, 2001
- Picturing and Poeting, Phaidon Press, 2006